# 拉库尔讷沃-1945年5月8日站
拉库尔讷沃-1945年5月8日站（法語：La Courneuve - 8 mai 1945）是巴黎地鐵的車站之一，位于拉库尔讷沃市，竣工於1987年5月6日，並在2005年進行了翻新。拉库尔讷沃是巴黎地鐵7號線的車站。車站全名中的“1945年5月8日”是第二次世界大戰歐戰勝利紀念日。

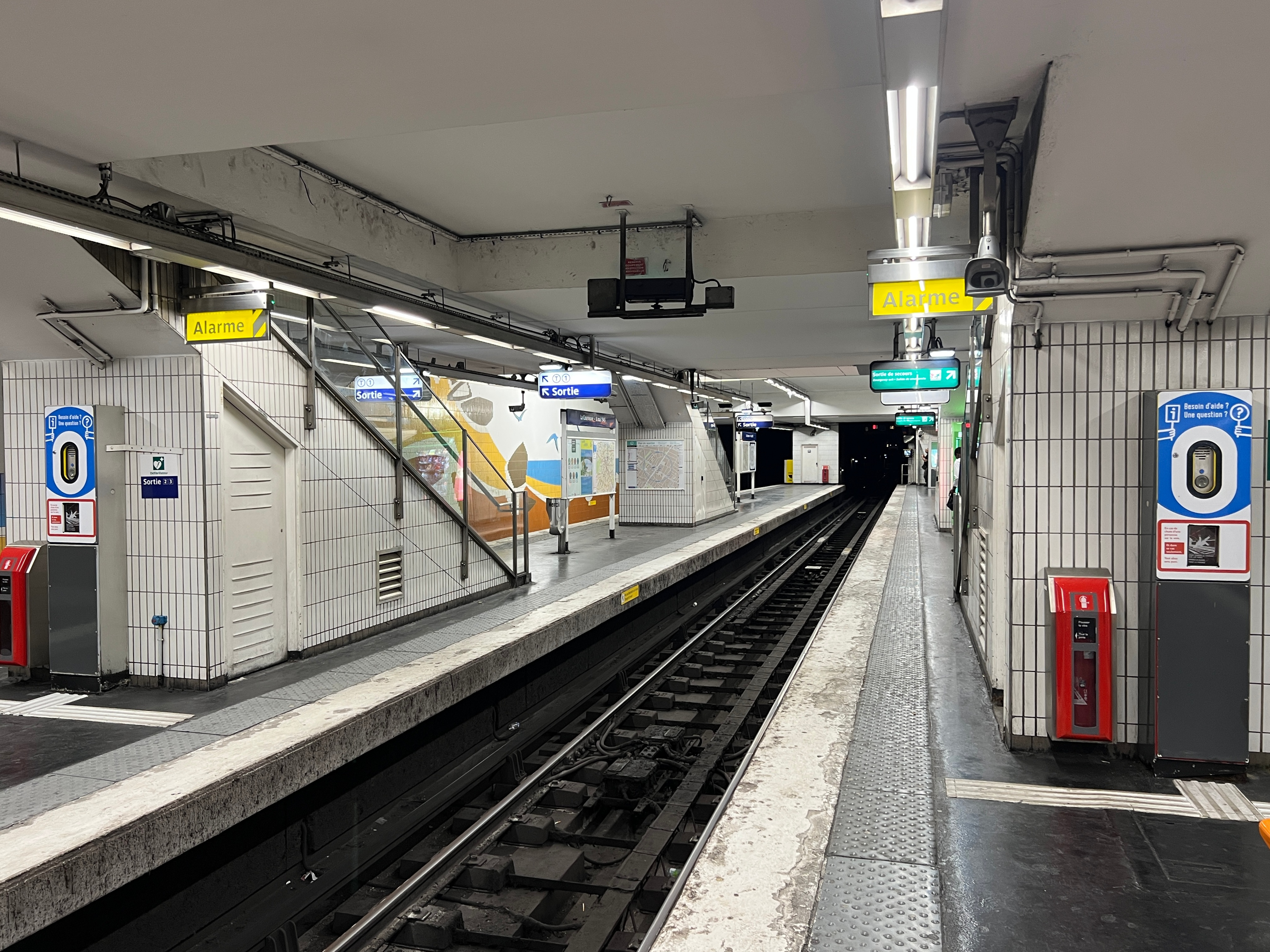
月台（2022年6月）

## 車站結構
| 街道層 |                       |                                                     |
| B1     | 站厅                  |                                                     |
| 月台   | 南行                  | 往猶太城-路易·阿拉貢/伊夫里市政府（欧贝维利耶堡堡） |
| 月台   | 島式月台，左/右側開門 |                                                     |
| 月台   | 南行                  | 往猶太城-路易·阿拉貢/伊夫里市政府（欧贝维利耶堡）   |
| 月台   | 島式月台，左側開門    |                                                     |
| 月台   | 北行                  | 只限落客                                            |